# St. Stephen’s Green

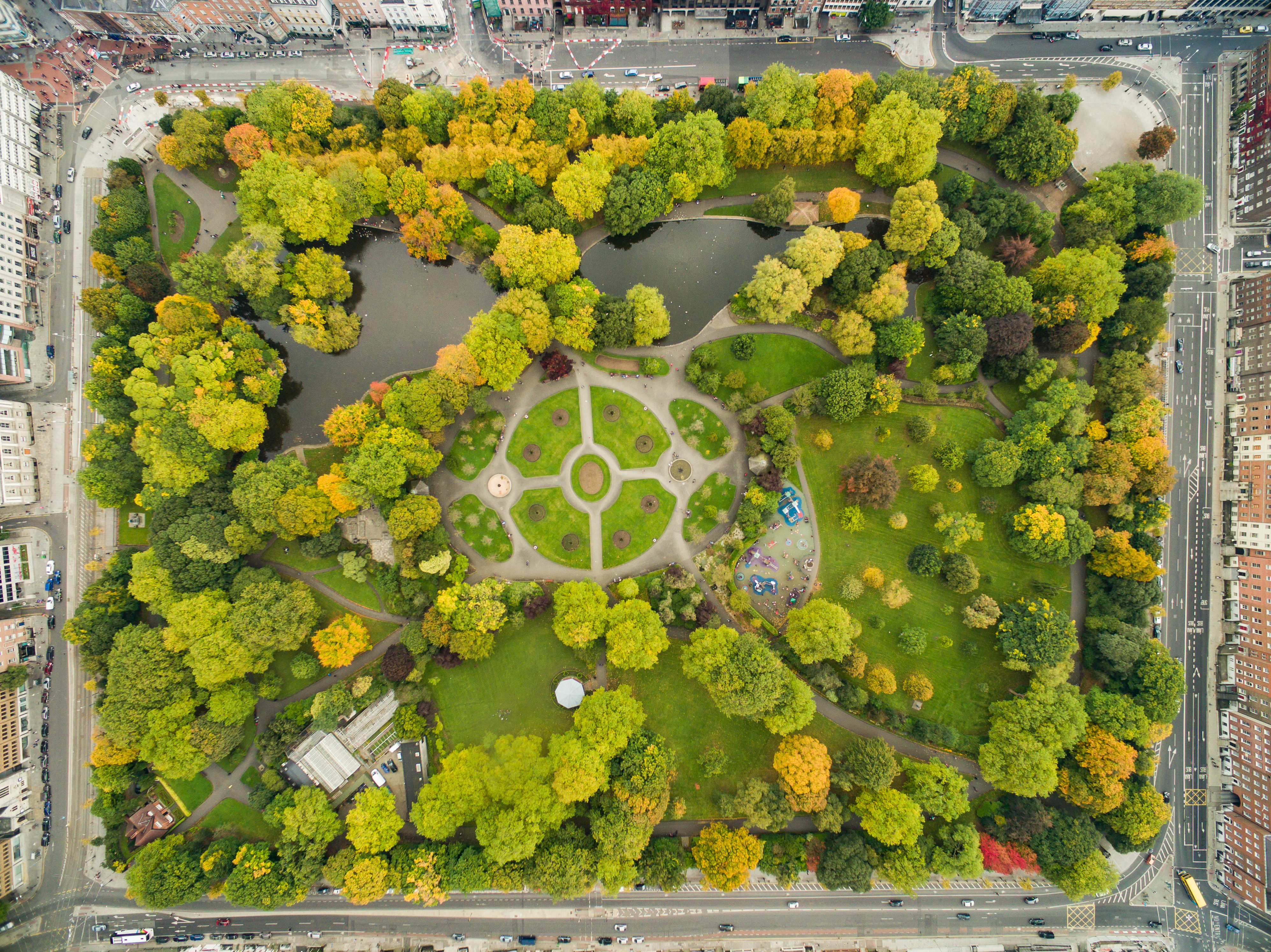
Sicht von oben auf St. Stephen’s Green

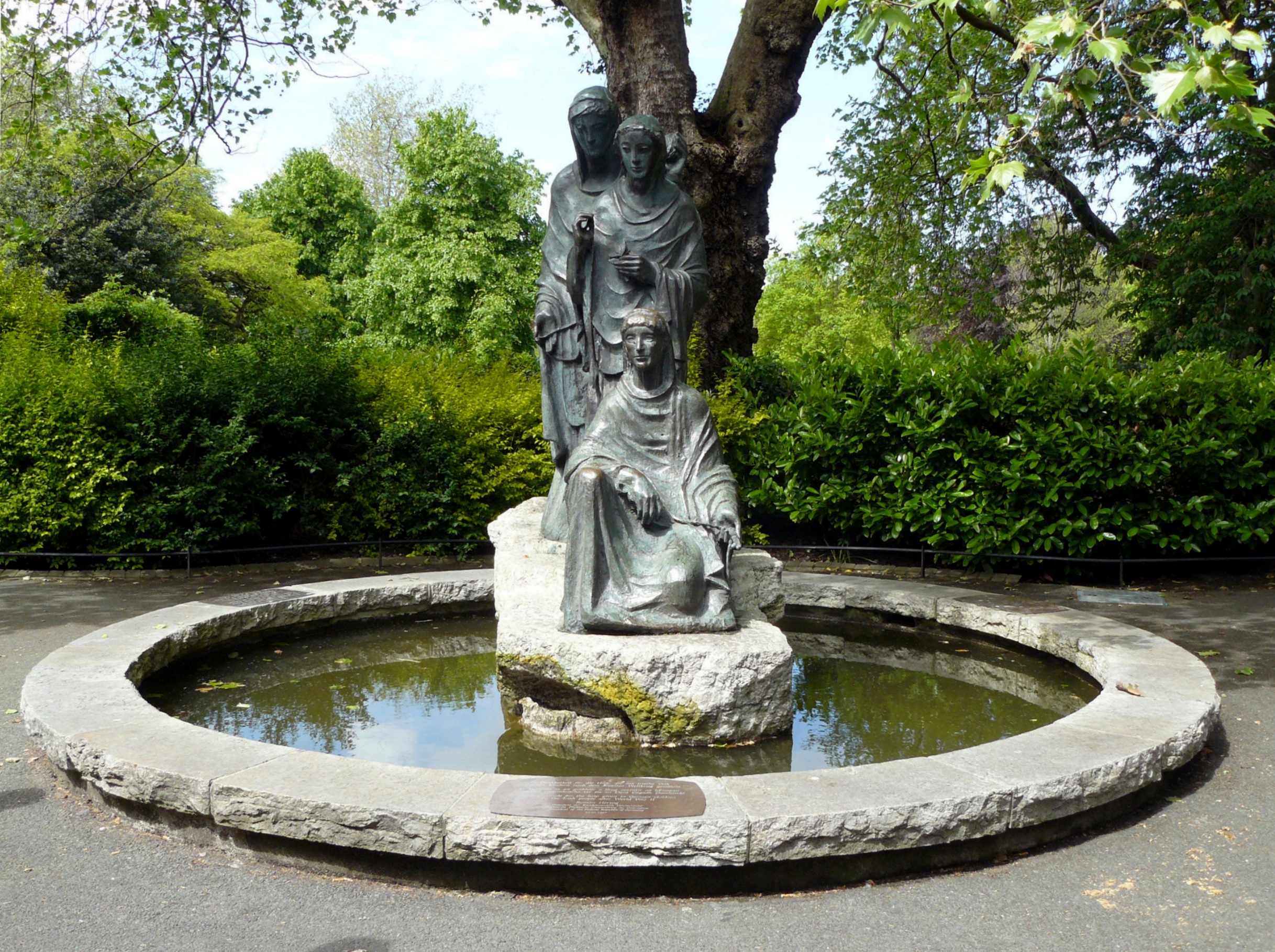
Brunnen in St. Stephen’s Green, ein Geschenk von Deutschland

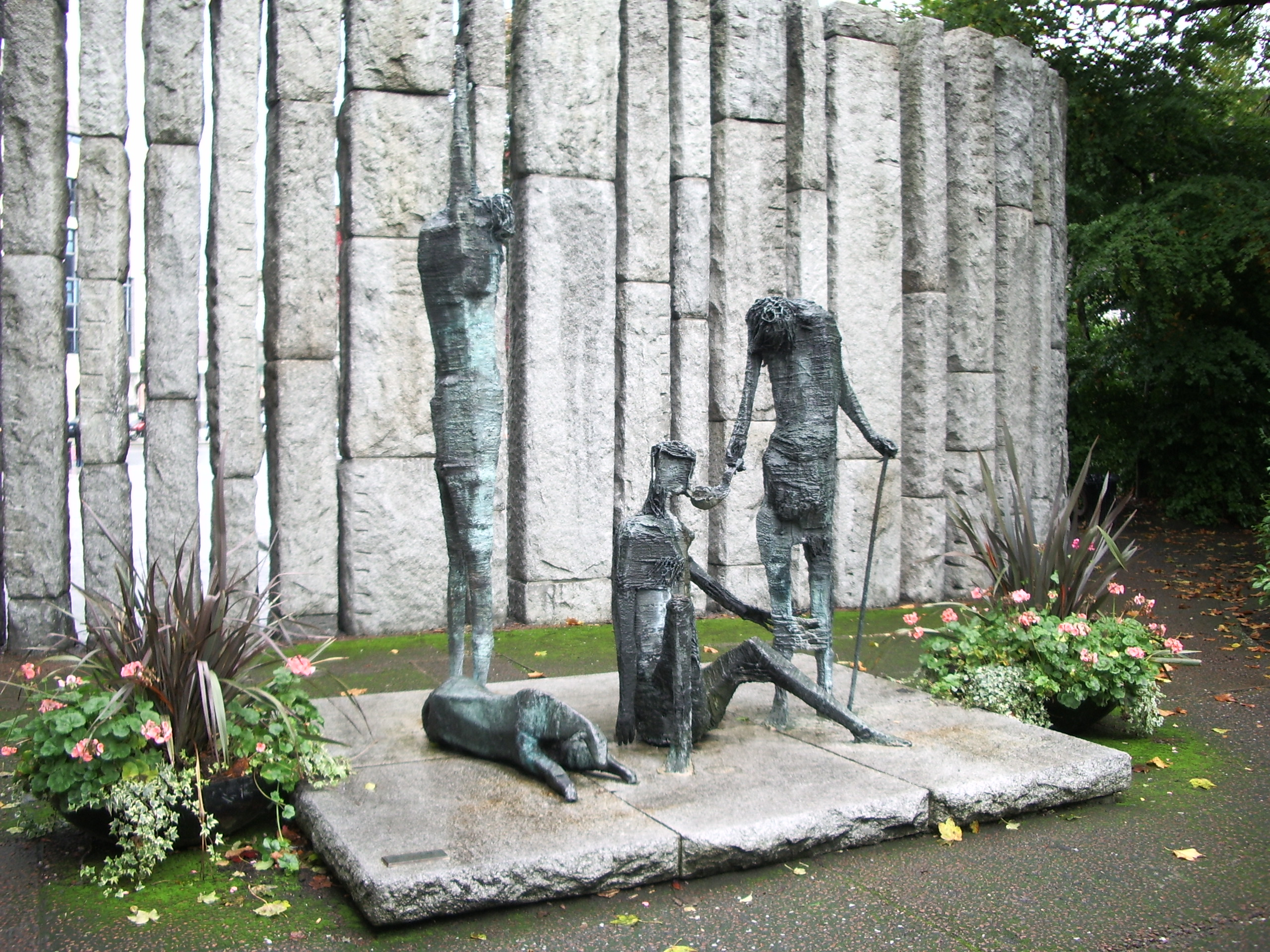
Denkmal für die Opfer der Großen Hungersnot in Irland von Edward Delaney R.H.A. im St. Stephen’s Green

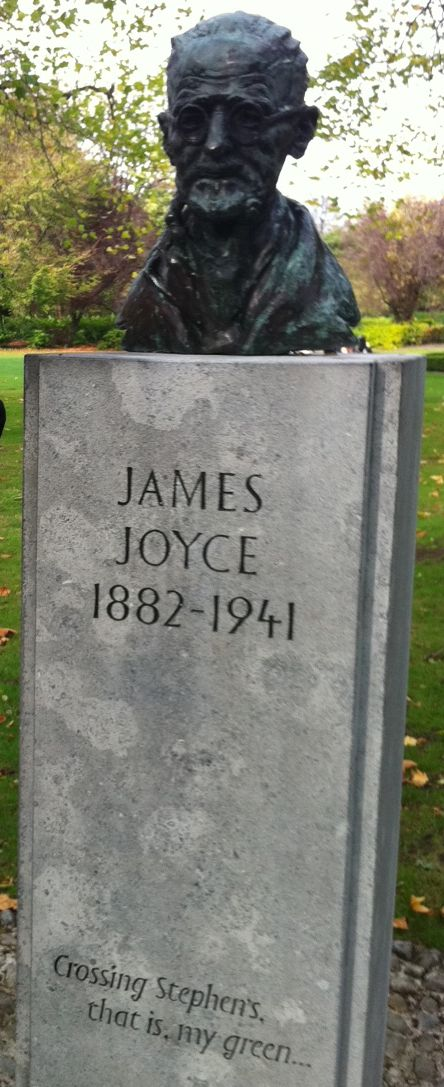
Büste von James Joyce im St. Stephen’s Green

St. Stephen’s Green (irisch: Faiche Stiabhna) ist ein öffentlicher Park inmitten der irischen Hauptstadt Dublin. Er grenzt direkt an das Südende der Fußgängerzone und Einkaufsstraße Grafton Street.
Der Park ist rechteckig und an allen Seiten von Hauptverkehrsstraßen umschlossen. Während der Sommermonate finden dort an den Wochenenden regelmäßig kostenfreie Konzerte und Theateraufführungen statt. Änderungen in der Verkehrsführung führten 2004 zu einer drastischen Reduzierung des Straßenverkehrs. Eine Endhaltestelle der Linie B der neuen Straßenbahn von Dublin (Luas) befindet sich direkt an der westlichen Seite des Parks. Planungen, die vorsehen, einen großen Teil des Parks im Zuge des Ausbaus der Dublin-Metro-Nordlinie auszuschachten, wecken starke Befürchtungen, dass durch die damit verbundenen Eingriffe der Charakter des Parks unwiederbringlich verändert werden könnte.

## Geschichte
Im Mittelalter war St. Stephen’s Green ein leicht sumpfiges Gebiet am Rand von Dublin, das teilweise als Weideland diente. 1663 entschied die Dublin Corporation, das Gebiet zu erschließen und verkaufte das Land am Rand der Anlage als Bauland. Die Mauer um den Park wurde bereits ein Jahr später (1664) errichtet.
Im 18. Jahrhundert war der Park Schauplatz von öffentlichen Hinrichtungen durch Hängen.
Die meisten der Gebäude am Park wurden im 18. und 19. Jahrhundert im georgianischen Stil erbaut. Lediglich einige wenige davon wurden durch moderne Gebäude ersetzt.
1814 ging die Kontrolle über St. Stephen’s Green an einen Beauftragten der anwohnenden Hausbesitzer über, die den Park neu anlegten und die Mauer durch einen Zaun ersetzten. Das Betreten der Anlage war zu dieser Zeit nur Anwohnern gestattet. 1877 entschied die irische Verwaltung auf Antrag von Sir Arthur Guinness die Öffnung des Parks für die Allgemeinheit. Er finanzierte auch die Neugestaltung des Parks im Jahr 1880, die bereits in etwa der heutigen Form entspricht. Die Guinness-Familie hatte ein Wohnhaus am Rande des Geländes, in dem heute das Außenministerium untergebracht ist.
Während des Osteraufstandes 1916 besetzte eine Gruppe von Anführern der Irischen Bürgerarmee (Irish Citizen Army) unter der Führung von Michael Mallin und Constance Markiewicz Teile des Parks. Sie zweckentfremdeten Automobile, um rund um den Park Straßensperren zu errichten und gruben Verteidigungsanlagen inmitten des Parks. Dieses Vorgehen stand im Gegensatz zu der ansonsten üblichen Taktik in der ganzen Stadt, Gebäude zu besetzen. Die Park-Besetzung stellte sich im Nachhinein auch als unklug heraus, als ein Teil der britischen Armee Stellung im Shelbourne Hotel an der nordöstlichen Ecke des Parks bezog, von der aus sie den ganzen Park überblicken und sogar in die Schützengräben schießen konnte. Durch diese Entwicklung zogen sich die Volunteers in das Royal College of Surgeons in Ireland an der Westseite des Parks zurück.

## Sehenswürdigkeiten im und am Park

### Iveagh House
Iveagh House an der Südseite war der Zusammenbau zweier früherer Häuser (Hausnummern 80 und 81) unter Benjamin Guinness in den 1860er-Jahren. Es wurde dem irischen Staat 1939 von der Guinness-Familie geschenkt und beherbergt heute den Hauptteil des Außenministeriums.

### Newman House / University Church
Ebenfalls an der Südseite befindet sich Newman House (Nr. 85 und 86), benannt nach John Henry Newman und die University Church. Diese beherbergen die katholische Universität von Irland, die 1854 gegründet wurde. Diese Universität ist mit dem University College Dublin verbunden.

### Unitarian Church
Siehe auch: St Stephen’s Green Church
Diese Kirche wurde im gotischen Stil erbaut und befindet sich an der westlichen Seite von St. Stephen’s Green.

### St. Stephen’s Green Shopping Centre
Am südlichen Ende der Grafton Street (an der Westseite des Parks) steht das 1988 erbaute Einkaufszentrum. Es war zur damaligen Zeit Irlands größtes Einkaufszentrum.

### Fusilier’s Arch
Gegenüber dem St. Stephen’s Green Shopping Centre steht ein Triumphbogen aus dem Jahr 1907, errichtet nach dem Vorbild des Titusbogens in Rom. Er erinnert an Mitglieder der Royal Dublin Fusiliers, die während des Burenkriegs gefallen sind. Er wird im Volksmund auch Traitor’s Arch – Verräterbogen genannt.

### The Three Fates
In den 50er Jahren schenkte die deutsche Bundesregierung dem irischen Volk zur Erinnerung an die Operation Shamrock die von Joseph Wackerle geschaffene Skulptur. Auf Anregung der Kinderärztin Kathleen Murphy fanden in den Hungerjahren nach dem Zweiten Weltkrieg über 1000 Waisenkinder aus Deutschland und Österreich Aufnahme bei irischen Gastfamilien.

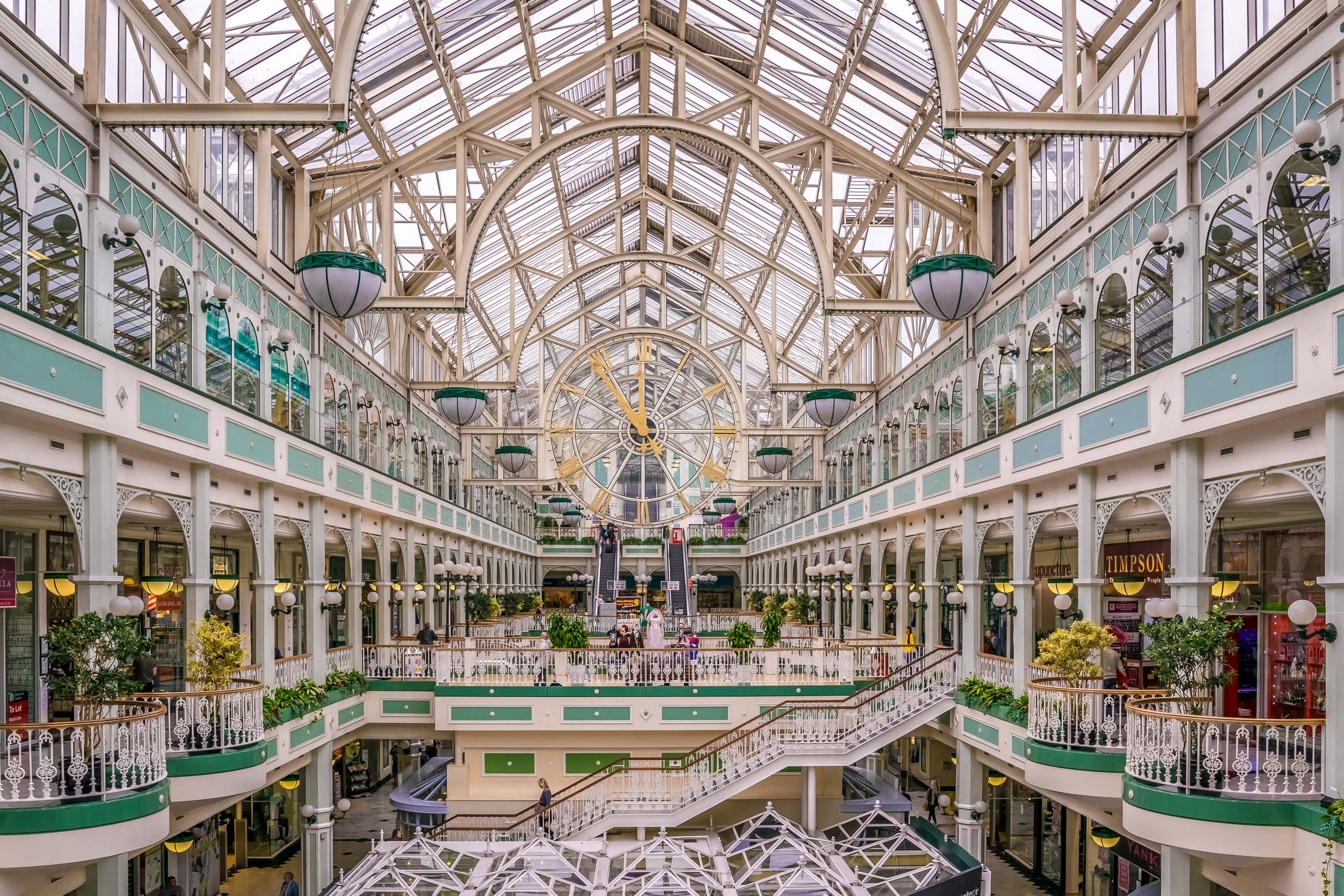
Im Stephen’s Green Shopping Centre
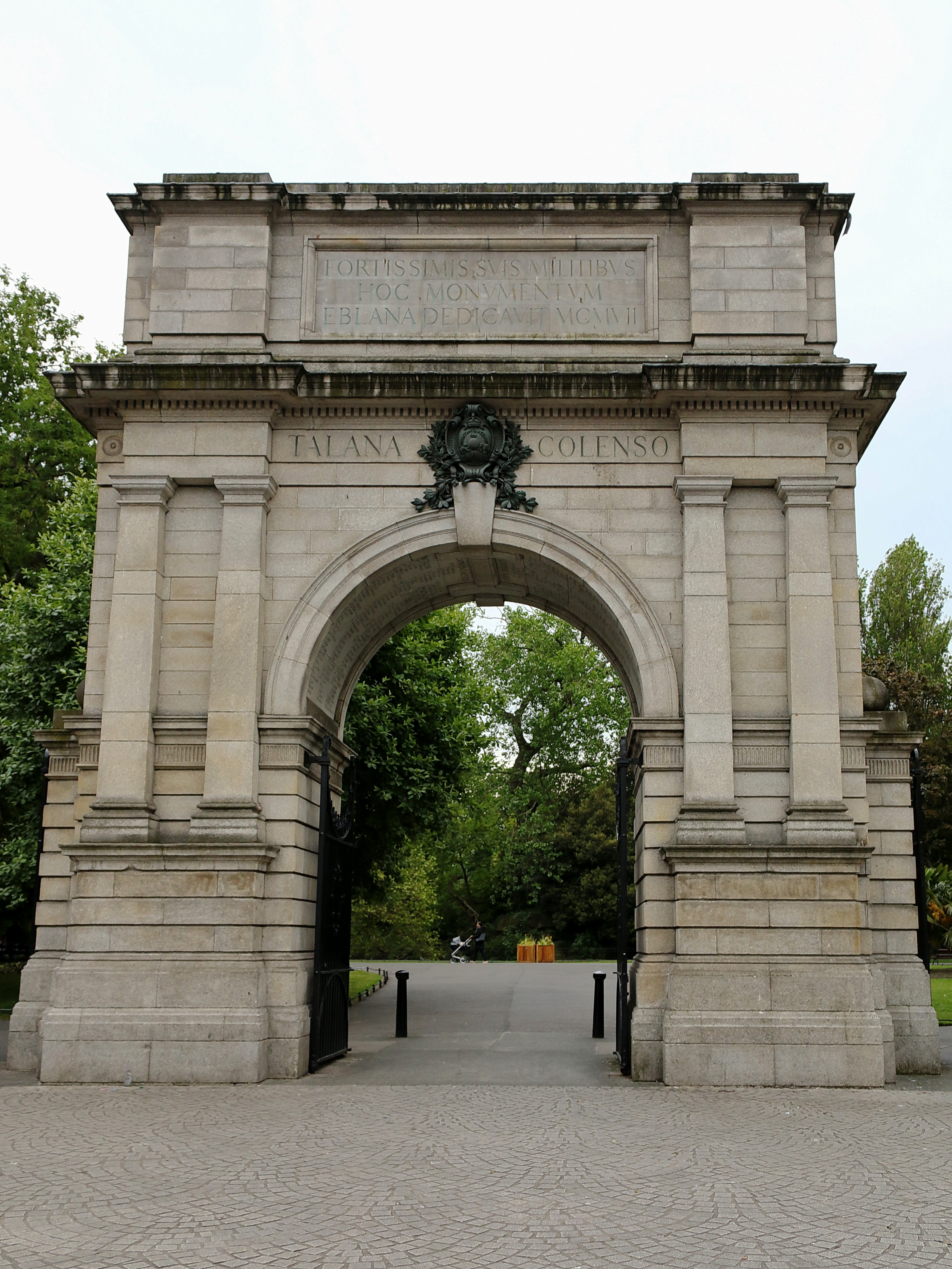
Fusilier’s Arch

### Weitere wichtige Gebäude

#### Royal College of Surgeons in Ireland
Ebenfalls an der Westseite (Nr. 123) befindet sich diese Schule, die eine von fünf irischen medizinischen Hochschulen ist.

#### Nordseite
An der Nordseite des Parks befindet sich neben den zwei Clubs (ursprünglich Herrenclubs) Hibernian United Services Club (Nr. 8; 2002 geschlossen) und University and Kildare Street Club (Nr. 17) auch das historische Shelbourne Hotel.

#### Loreto College, St. Stephen’s Green
Eine von Irlands besten privaten Mädchenschulen befindet sich an der Ostseite des Parks (Nr. 53).

#### St. Vincent’s Hospital
Dieses Krankenhaus, das 1834 von Mary Aikenhead gegründet wurde und sich nun in einem südlichen Stadtteil von Dublin befindet, war bis 1965 in den Gebäuden an der Ostseite des Parks nahe der Leeson Street untergebracht.